# Scott Brash
Scott Brash, MBE (* 5. Dezember 1985 in Peebles, Schottland) ist ein britischer Springreiter.
Siebenjährig kam Brash über seinen Vater, einen Jockey, zu den Pferden und ritt mit neun Jahren sein erstes Turnier. Sein erstes internationales Championat bestritt er 2010, bei den Weltreiterspielen im US-amerikanischen Lexington belegte er Einzel Rang 37.
Bei den Olympischen Spielen 2012 in London gewann er mit der britischen Equipe die Goldmedaille, im Einzel belegte er Rang fünf. In den Jahren 2013 und 2014 gewann er jeweils die Gesamtwertung der Global Champions Tour.
Mit den Siegen in den Großen Preisen von Genf 2014, Aachen 2015 und Calgary 2015 gelang es Scott Brash als erstem Reiter, den mit einer Million Euro dotierten Grand Slam der Springreiter zu gewinnen. Alle drei Siege errang er mit Sanctos. Kritisiert wurde er dafür, dass er darauf verzichtet hatte, bei den Europameisterschaften 2015 an den Start zu gehen, und stattdessen den Grand Slam in den Mittelpunkt seiner weiteren Saisonplanung stellte. Daneben gewann er in dieser Saison auch drei Global Champions Tour-Etappen.
Auch in den Folgejahren verzichtete Brash zugunsten hochdotierter Turnierserien auf die Teilnahme an Championaten, auch vertrat er Großbritannien nur vereinzelt bei Nationenpreisen. Ein Jahr nach seinem Grand Slam Sieg gewann er erneut die höchstdotierte Springprüfung der Welt, den Großen Preis des Spruce Meadows Masters.
Von Dezember 2013 bis März 2015 sowie von Mai 2015 bis Februar 2016 hatte Brash die Führung in der Springreiter-Weltrangliste inne.
2024 gewann er bei den Olympischen Spielen in Paris gewann er mit der britischen Equipe ebenfalls die Goldmedaille.

## Pferde (Auszug)

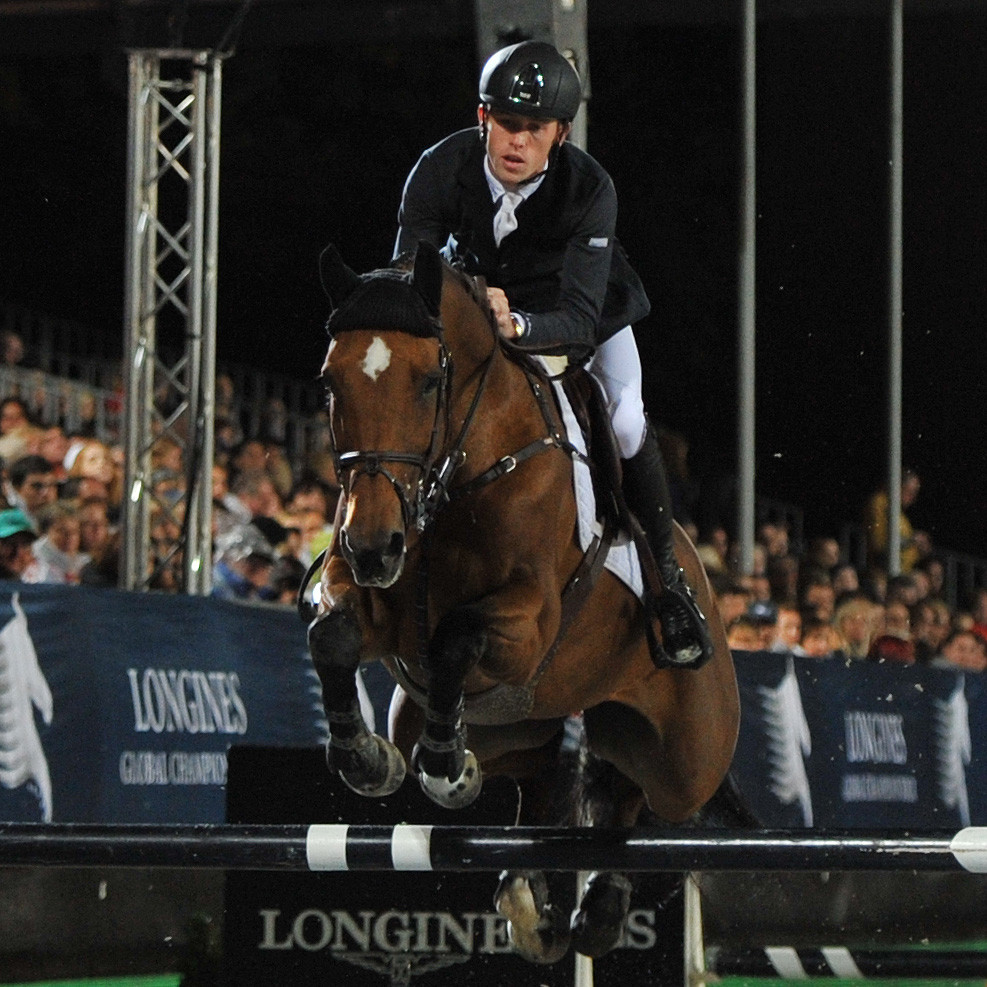
Scott Brash mit Ursula XII bei den Vienna Masters 2013

- Hello Sanctos (* 2002, ging zuvor unter dem Namen Sanctos van het Gravenhof im Sport), brauner Belgischer Sportpferde-Wallach, Vater: Quasimodo van de Molendreef, Muttervater: Nabab de Reve; zuvor von Peter Wylde, Katharina Offel, Koen Vereecke, Alexander Kumps und Willem Greve geritten[6]
- Ursula XII (* 2001), braune Schottische Sportpferde-Stute, Vater: Ahorn; Muttervater: Papageno[7]
- Hello Intertoy Z (* 1999), brauner Zangersheider Wallach, Vater: Interadel, Muttervater: Centauer; zuletzt im April 2014 im internationalen Sport eingesetzt[8]
- Hello Whiskey Mac IV (* 2003), brauner Schottischer Sportpferde-Wallach, Vater: Emilion, Muttervater: Burggraff; ab November 2013 von Louise Saywell geritten[9]

## Erfolge

### Championate und Weltcup
- Olympische Spiele
  - 2012, London: mit Hello Sanctos 1. Platz mit der Mannschaft und 5. Platz im Einzel
  - 2024, Paris: mit Jeggerson 1. Platz mit der Mannschaft und 6. Platz im Einzel
- Weltreiterspiele
  - 2010, Lexington KY: mit Intertoy Z 9. Platz mit der Mannschaft und 37. Platz im Einzel
  - 2014, Caen: mit Sanctos 18. Platz mit der Mannschaft und 49. Platz im Einzel
- Europameisterschaften:
  - 2013, Herning: mit Hello Sanctos 1. Platz in der Mannschaft und 3. Platz im Einzel